# Momentum (Jamie Cullum)
Momentum is het zesde studioalbum van de Britse jazzpianist en singer-songwriter Jamie Cullum.
Het album bevat nummers van meer dan tien componisten, onder wie Cullum zelf, zijn broer Ben Cullum en Cole Porter. Tom Richards wordt beschreven als dirigent van het album.
Het album werd op de officiële website van Cullum uitgebracht op 17 mei 2013, waarna de download-distributeurs het album vanaf 20 mei 2013 verkochten.

## Singles
De eerste single van het album was Everything You Didn't Do. De single dook voor het eerst op in de Spaanse singles top 50 en haalde op zijn hoogtepunt de 7de plaats. Op 28 mei 2013 had het nummer enkel de 63e positie van de Japanse hitlijsten behaald. In de UK bereikte het nummer in 2013 de 197ste plaats.

## Nummers
De onderstaande nummers staan op het album. De downloadversie van het album sorteert alle nummers in één bestand, de fysieke kopie van het album splitst de nummers op in twee cds. Hieronder staat de deluxe-versie. 

### Fysieke kopie
1. The Same Thing
2. Anyway
3. Save Your Soul
4. When I Get Famous
5. Love For $ale (feat. Roots Manuva)
6. Get A Hold Of Yourself
7. Everything You Didn't Do
8. Edge Of Something
9. Pure Imagination
10. Take Me Out (Of Myself)
11. Sad, Sad World
12. You're Not The Only One
13. Momentum
14. Unison
15. Comes Love
16. Everything You Didn't Do - Live at Abbey Road
17. Sad, Sad World (Featuring Laura Mvula) - Live at Abbey Road
18. Love For $ale - Live at Abbey Road
19. Pure Imagination - Live at Abbey Road
20. You're Not The Only One - Live at Abbey Road
21. Save Your Soul - Live at Abbey Road

### iTunes-versie
Onderstaande nummers staan op uitgave van het album die aangeboden wordt op de muziekdienst iTunes.
1. The Same Things (3:46)
2. Edge of Something (4:40)
3. Everything You Didn't Do (3:48)
4. When I Get Famous (4:34)
5. Love For $ale (feat. Roots Manuva) (5:20)
6. Pure Imagination (5:09)
7. Anyway (3:54)
8. Sad, Sad World (4:28
9. Take Me Out (Of Myself) (3:51)
10. Save Your Soul (4:19)
11. Get a Hold of Yourself (3:39)
12. You're Not the Only One (4:29)